# Cynognathus-faunazone
| Stratigrafie van de Karoosupergroep | Stratigrafie van de Karoosupergroep | Stratigrafie van de Karoosupergroep | Stratigrafie van de Karoosupergroep | Stratigrafie van de Karoosupergroep |
| Periode                             | Groep                               | Formatie ten westen van 24°O        | Formatie ten oosten van 24°O        | Faunazone                           |
| ----------------------------------- | ----------------------------------- | ----------------------------------- | ----------------------------------- | ----------------------------------- |
| Jura                                | Drakensberg                         | Hiatus                              | Drakensberg                         |                                     |
| Jura                                | Stormberg                           | Hiatus                              | Clarens                             |                                     |
| Trias                               | Stormberg                           | Hiatus                              | Elliot                              |                                     |
| Trias                               | Stormberg                           | Hiatus                              | Molteno                             |                                     |
| Trias                               | Beaufort                            | Hiatus                              |                                     |                                     |
| Trias                               | Burgersdorp                         | Hiatus                              | Cynognathus                         |                                     |
| Trias                               | Katberg                             | Hiatus                              | Lystrosaurus                        |                                     |
| Trias                               | Balfour                             | Hiatus                              |                                     |                                     |
| Perm                                | Daptocephalus                       | Hiatus                              |                                     |                                     |
| Perm                                | Teekloof                            |                                     |                                     |                                     |
| Perm                                | Cistecephalus                       |                                     |                                     |                                     |
| Perm                                | Middleton                           |                                     |                                     |                                     |
| Perm                                | Endothiodon                         |                                     |                                     |                                     |
| Perm                                |                                     |                                     |                                     |                                     |
| Perm                                | Abrahams-Kraal                      | Koonap                              | Tapinocephalus                      |                                     |
| Perm                                | Abrahams-Kraal                      | Koonap                              |                                     |                                     |
| Perm                                | Abrahams-Kraal                      | Koonap                              | Eodicynodon                         |                                     |
| Perm                                | Ecca                                | Waterford                           | Waterford                           |                                     |
| Perm                                | Ecca                                | Tierberg / Fort Brown               | Fort Brown                          |                                     |
| Perm                                | Ecca                                | Laingsburg / Ripon                  | Ripon                               |                                     |
| Perm                                | Ecca                                | Collingham                          | Collingham                          |                                     |
| Perm                                | Ecca                                | White Hill                          | White Hill                          |                                     |
| Perm                                | Ecca                                | Prince Albert                       | Prince Albert                       |                                     |
| Carboon                             | Dwyka                               | Elandsvlei                          | Elandsvlei                          |                                     |

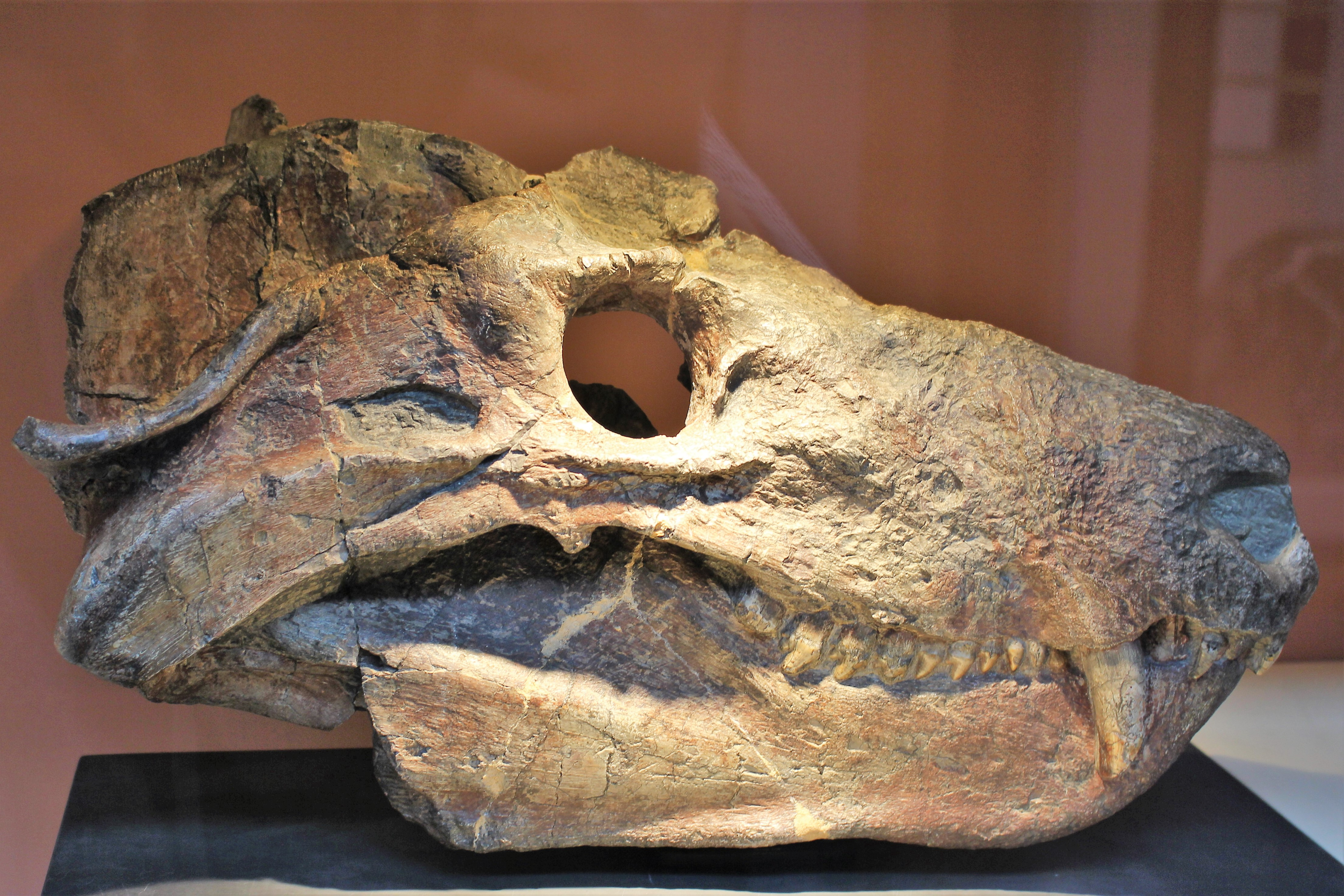
Schedel van Cynognathus in het Natural History Museum in Londen.

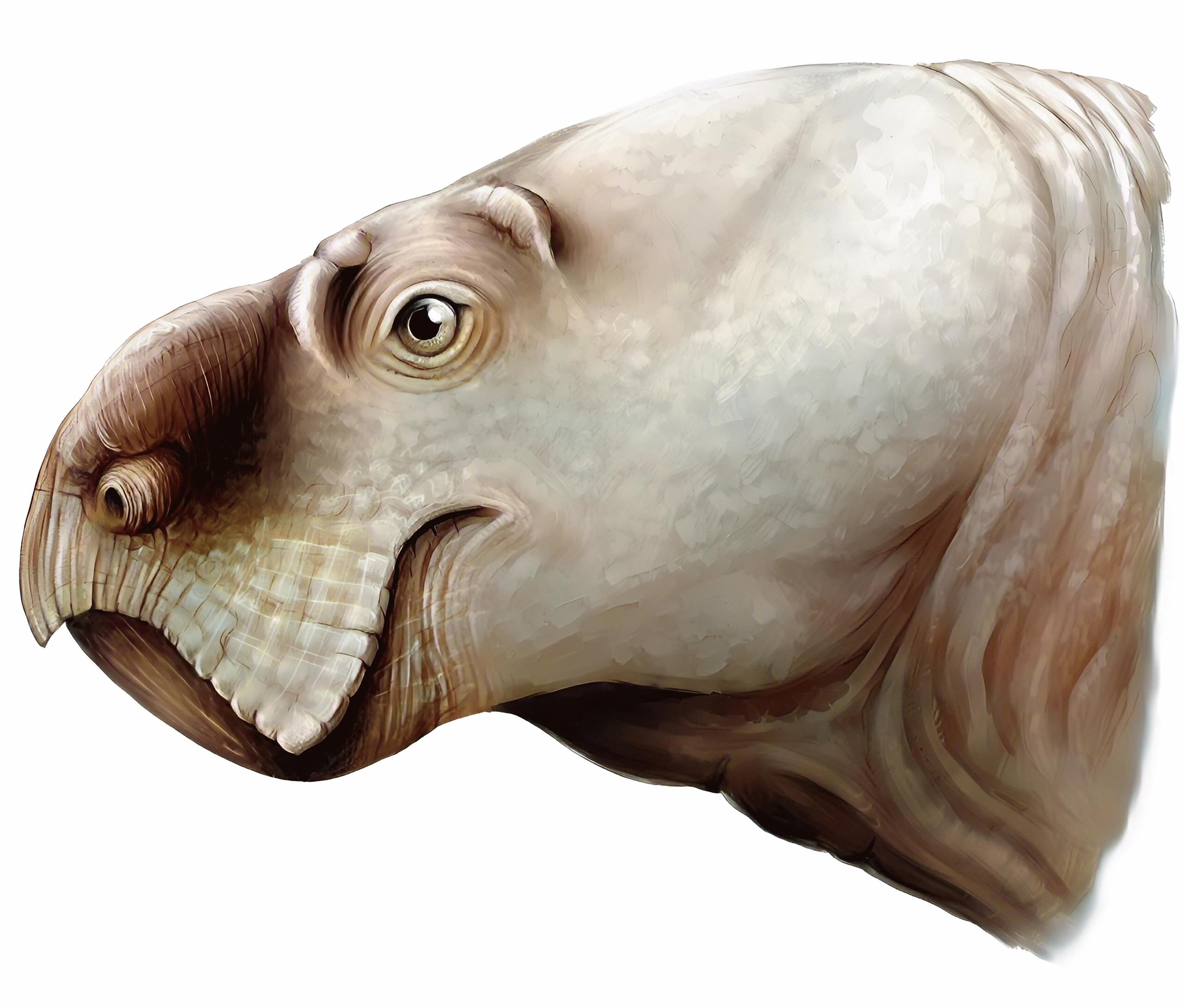
De dicynodont Ufudocyclops uit Subzone C

De Cynognathus-faunazone is een onderdeel van de Beaufortgroep met fossielen uit het Midden-Trias. 

## Ouderdom
In het Laat-Olenekien en Anisien werd met de Cynognathus-faunazone in de Burgersdorp-formatie de jongste zone van de Beaufort Group afgezet, die dateert van 249 tot 244 miljoen jaar geleden. De zone is vernoemd naar de grote carnivore cynodont Cynognathus crateronotus, waarvan in de gehele zone fossielen zijn gevonden. 
Ten opzichte van het Vroeg-Trias daalden de temperaturen in het Midden-Trias iets. De vloedvlaktes van de Karoo hadden een halfdroog klimaat met seizoensgebonden regenval en overstromingen.

## Fauna
Het algemeenste dier in de Cynognathus-faunazone is de dicynodont Kannemeyeria met meer dan 140 fossielen. De cynodonten bezetten verschillende niches met als algemeenste soorten de carnivoor Cynognathus (meer dan zeventig fossielen), de omnivoor Trirachodon (meer dan zestig fossielen) en de herbivoor Diademodon (meer dan tachtig fossielen). 
Deze biozone wordt opgedeeld in drie subzones. In 1995 werd een informele indeling gemaakt op basis van het voorkomen van de temnospondyle amfibieën Kestrosaurus (subzone A), Xenotosuchus (subzone B) en Paracyclotosaurus (subzone C). In 2020 volgde een formele indeling in de Langbergia-Garjainia Subzone (A), Trirachodon-Kannemeyeria Subzone (B) en Cricodon-Ufudocyclops Subzone (C), gebaseerd op een kenmerkend taxon uit de cynodontenfamilie Trirachodontidae plus een aanvullend taxon. 

### Subzone A
Subzone A dateert uit het Laat-Olenekian. De naamgevende genera van deze subzone zijn Langbergia en de twee meter langer erythrosuchide archosauromorph Garjainia. Er zijn geen dicynodonten bekend uit deze subzone, was uniek is voor afzettingen uit de Beaufortgroep. Bij de amfibieën is naast Kestrosaurus is ook Trematosuchus bekend uit deze subzone. 

### Subzone B
Subzone B dateert uit het Vroeg-Anisian en het is het soortenrijkste deel van de Cynognathus-faunazone. Trirachodon en de grote dicynodont Kannemeyeria zijn de naamgevende taxa. De cynodonten bezetten verschillende niches met zes bekende geslachten - Cynognathus, Diademodon, Trirachodon, Cricodon, Lumkuia en Bolotridon - en ze deelden hun leefgebied met de laatste therocephaliërs zoals Bauria . De Kannemeyeriiformes waren stevig gebouwde dicynodonten die in grootte varieerden van het formaat van een varken tot olifant en het waren de algemeenste herbivoren wereldwijd tijdens het Midden-Trias. Uit de tweede subzone is tevens de laatste vertegenwoordiger van de Cistecephalia bekend, naast verschillende vormen reptielen zoals de rhynchosauriërs Howesia en Mesosuchus, de archosauriërs Erythrosuchus van vijf meter lang en Euparkeria, en het parareptiel Thelegnathus. Van de amfibieën is Xenotosuchus met meer dan twintig fossielen het algemeenst. 

### Subzone C
Subzone C dateert uit het Laat-Anisian. Bij de dicynodonten is Kannemeyeria vervangen door onder meer Ufudocyclops.
Diademodon en Cynognathus zijn zeldzaam geworden en de trirachodonten waren de dominante cynodonten.

## Correlatie met andere fauna's
Er was tijdens het Anisien een grote overlap in fauna tussen de Beaufortgroep en formaties in andere delen van zuidelijk Gondwana. Met name Cynognathus crateronotus, Diademodon tetragonus en Kannemeyeria-soorten hadden een groot verspreidingsgebied en zijn naast Zuid-Afrika bekend van fossiele vondsten in Namibië, Zambia, Tanzania en Argentinië. Microgomphodon oligocynus en Trirachodon berryi zijn ook bekend uit Namibië, Cricodon metabolus uit Zambia en Tanzania, terwijl Cynognathus, Impidens hancoxi en mogelijk Kannemeyeria ook in Antarctica voorkwamen. De overeenkomsten in fauna tussen zuidelijk Afrika en Zuid-Amerika wijzen er op dat beide gebieden in het Midden-Trias biogeografisch verbonden waren via aaneenliggende laaglandgebieden zonder grote ecologische, klimatologische en/of fysieke barrières. 